# Gutace

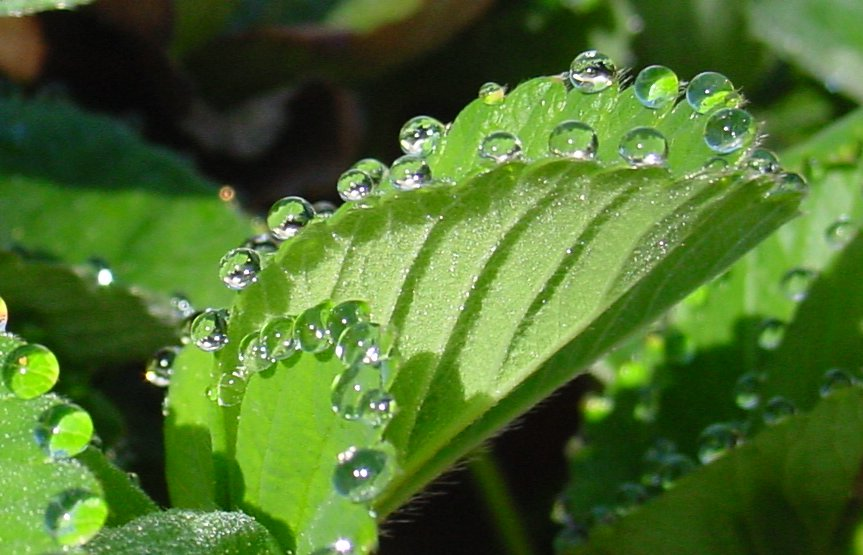
Viditelná gutace v podobě kapek na okraji listu jahodníku

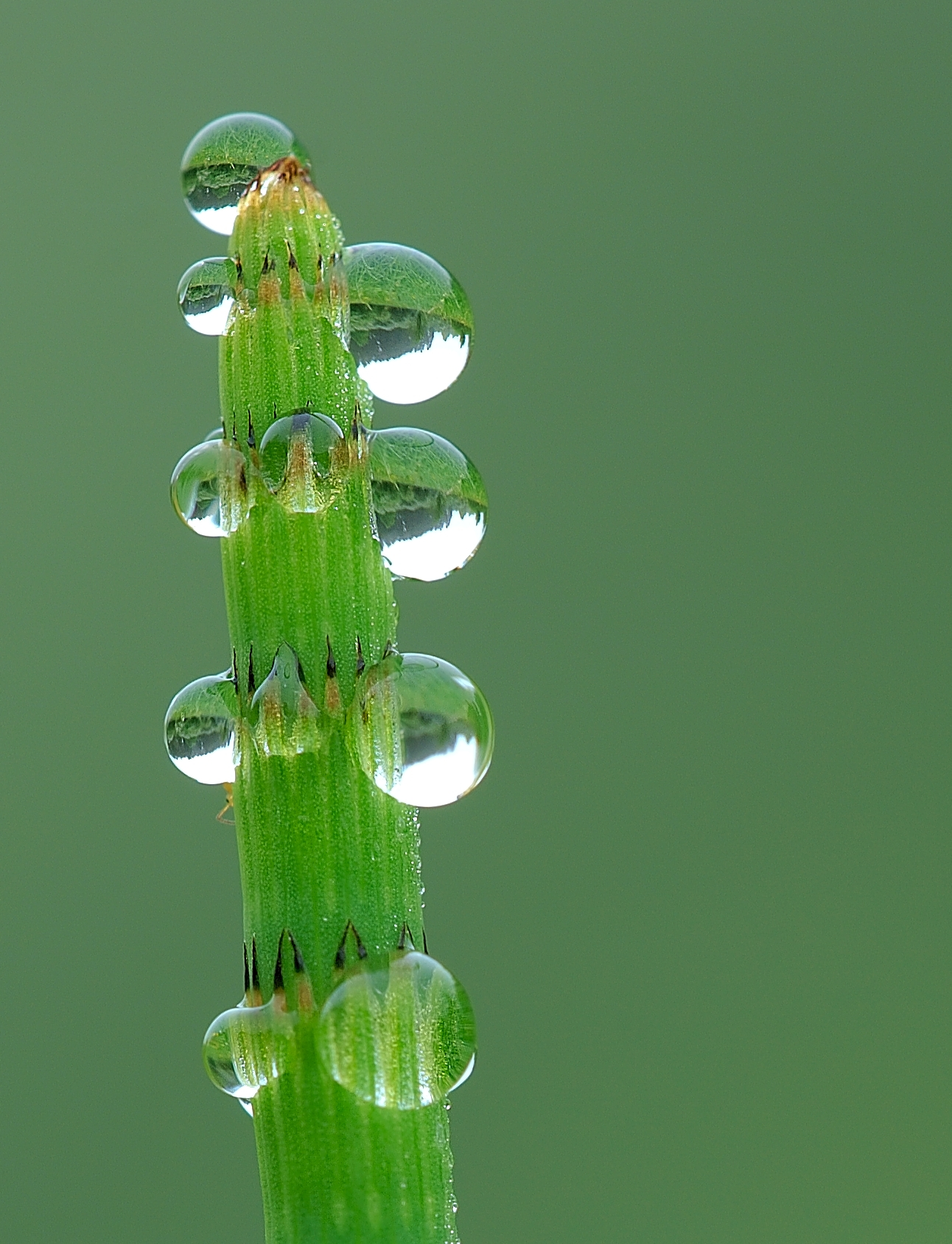
Gutace na přesličce poříční

Gutace aneb slzení rostlin je vyloučení většího množství vody, v které mohou být rozpuštěné minerální látky (NaCl, CaCO3, KCl, MgCl2…) v kapalném stavu. To znamená výdej vody po kapkách (gutta = kapka) pomocí hydatod (nejčastěji na okrajích listů).
Rostliny gutují v přírodě ve vlhkém vzduchu, nejčastěji v noci a nad ránem, když teplota poklesne a vzduch je téměř nasycený vodními parami. Gutace je poměrně obvyklá také u tropických rostlin.
Hlavně u rostlin ve vlhké a teplé půdě a vlhkém ovzduší v cévách vodivých pletiv vzniká hydrostatický přetlak, který vytlačuje vodu ven. Hydrostatický tlak má pohánět transpiraci a umožňovat vzestup transpiračního proudu v rostlině, který rostlině umožňuje přenos rozpuštěných minerálních látek od kořenů směrem nahoru, ale za určitých podmínek může být tento tlak větší, nežli je potřeba, a rostlina přebytečnou vodu uvolňuje v podobě kapek na okraji listů.